# Opel Junior
Der Opel Junior ist ein dreitüriges Konzeptauto von Opel. Vorgestellt wurde es 1983 auf der Internationale Automobil-Ausstellung in Frankfurt. Die Innenausstattung des Wagens entwarf Chris Bangle gemeinsam mit Gert Volker Hildebrand.
Das Design wurde zur Grundlage für den Opel Corsa B. Der Name Junior wurde später als Codename für den Opel Adam genutzt. Das Auto steht heute in der Opel Classic Werkstatt in Rüsselsheim.

## Technik
Der Opel Junior basiert auf dem Opel Corsa A, war aber deutlich kompakter aufgebaut. Die Karosserie hatte einen cW-Wert von nur 0,31.
Der Innenraum ist teilweise modular gestaltet und sollte nach eigenen Vorstellungen angepasst werden können. Die Sitze konnten auch als Schlafsack benutzt und das Radio herausgenommen werden.